# Anna Maria Pardo Balagueró
Anna Maria Pardo Balagueró (Barcelona, 14 d'octubre de 1966) és una atleta catalana especialitzada en curses de fons i de cros.
Competí pel FC Barcelona, el Club Natació Montjuïc i el Club Atlètic Vic, i es proclamà campiona de Catalunya dels 3.000 metres el 1994, i els 5.000 metres el 1998. Fou subcampiona catalana de cros el 1993, i formà part de la selecció catalana que guanyà el Campionat d'Espanya de cros el 1994. Competint amb el CA Vic, aconseguí diverses victòries i en curses de fons de diverses distàncies, que figuren en els "Rànquing de les millors marques de l'atletisme català de tots els temps en posta coberta". Així, aconseguí una marca de 9:30.61 en 3.000 metres llisos el 1994 a Sevilla, 16:20.28 en 5.000 metres llisos el 1998 a Sant Sebastià, 34:24.91 en 10.000 metres llisos el 1998 a Barakaldo, 1:15:01 en Mitja Marató el 1996 a Sitges i 2:44:35 en Marató el 1996 a Sevilla.